# احمدآباد (تنگ چنار)
احمدآباد روستایی در دهستان تنگ چنار بخش مرکزی شهرستان مهریز استان یزد ایران است.

## جمعیت
بر پایه سرشماری عمومی نفوس و مسکن در سال ۱۳۹۵ جمعیت این روستا ۱۷ نفر (۸خانوار) بوده‌است.